# Mikhaïl Dostoïevski
Pour l’article homonyme, voir Dostoïevski (homonymie).
Mikhaïl Mikhaïlovitch Dostoïevski (en russe : Михаил Михайлович Достоевский), né le 13 octobre 1820 (25 octobre dans le calendrier grégorien) à Moscou et mort le 10 juillet 1864 (22 juillet dans le calendrier grégorien) à Saint-Pétersbourg, est un écrivain russe, auteur de quelques nouvelles et rédacteur de revues littéraires avec son frère (Le Temps, L'Époque). Il est surtout connu pour être le frère aîné de Fiodor Dostoïevski, dont il était très proche.

## Biographie
Mikhaïl Dostoïevski est le fils aîné de Mikhaïl Andreïevitch Dostoïevski, médecin militaire et de Maria Fiodorovna Netchaïeva. La famille s'agrandit : Fiodor naît en 1821 ; puis viennent Varvara (1822), Andreï (1825), Vera (1829) et sa sœur jumelle Lioubov, qui meurt en bas âge, Nikolaï (1831) et Alexandra (1835). En 1821, Mikhaïl Andreïevitch est nommé gynécologue à l'hôpital des Indigents à Moscou. La famille peut s'installer dans un logement plus confortable. Apparemment alcoolique, jaloux, soupçonneux et taciturne, le père se révèle un véritable tyran domestique.
En 1827, Mikhaïl Andreïevitch est nommé « assesseur de collège » et obtient ainsi un titre de noblesse héréditaire. En 1831 et 1833, il fait l'acquisition de deux hameaux, Darovoïe (une quarantaine de serfs mâles) et Tcherermochnia (80 serfs).
En septembre 1834, Mikhaïl et Fiodor sont internes à la pension Tchermak, dont ils ne rentrent que le week-end et où ils suivent un enseignement secondaire traditionnel.
Le 27 février 1835, la mère, poitrinaire, meurt à Darovoïe. La famille est disloquée. Le père donne sa démission et se retire à Darovoïe avec ses trois filles. Insensible aux aspirations littéraires de ses deux premiers fils, il souhaite les inscrire à l'École centrale du Génie militaire de Saint-Pétersbourg.
Fiodor réussit l'examen d'entrée, mais Mikhaïl échoue pour raisons médicales. Cependant, il peut commencer la même formation dans une autre école de Saint-Pétersbourg et, après quelques mois, est transféré à Tallinn à l'école locale d'ingénieurs militaires. 
En janvier 1842, Mikhaïl épouse Emilia Fiodorovna von Ditmar à Reval avec qui il a deux fils Fiodor Mikhaïlovitch (junior) et Mikhaïl Mikhaïlovitch (dont le parrain était F. M. Dostoïevski) et trois filles Ekaterina, Maria (qui épouse un célèbre psychologue, antiquaire et recteur de l'Université impériale de Saint-Pétersbourg : M.I. Vladislavlev) et Varvara. En juillet, Fiodor, effectue un séjour à Reval auprès de son frère.
En 1847, il est muté pour servir dans l'équipe d'ingénierie de Sveaborg en Finlande, mais prend alors sa retraite en tant que sous-lieutenant et déménage avec sa famille pour vivre à Saint-Pétersbourg.
Avec son frère, Mikhaïl Mikhaïlovitch s'intéresse aux enseignements des socialistes français, notamment au fouriérisme. Par l'intermédiaire de son frère Fiodor, il se rapproche du Cercle de Petrachevski, sans en prendre de part active. En 1849, à la suite de l'enquête sur les Petrashevski, il passe plus d'un mois (du 6 mai au 25 juin 1849) dans la forteresse Pierre et Paul, avant d'être libéré.
De 1852 à 1860, il ne participe pas à la vie littéraire et dirige une fabrique de tabac dont il ne tire pas beaucoup de revenus.
À l'invitation de son ami Alexandre Milyukov, il participe en 1860 à la revue littéraire « Svetoch », publiée mensuellement à Saint-Pétersbourg.
Dans ses vues esthétiques, il est un partisan de Friedrich Schlegel, qui divisait l'art en idéal, pur, éternel, d'une part, et réel, momentané, de courte durée, d'autre part. Il se qualifie de dernier romantique et considère F. Schiller comme l'écrivain le plus proche de lui. Parmi les écrivains russes, celui qu'il apprécie le plus est Vassili Joukovski. Les poèmes de jeunesse et romantiques de M. M. Dostoïevski n'ont pas été conservés.
En 1861, avec l'aide de F. M. Dostoïevski, il commence à publier la revue « Vremya » (Le Temps), qui devient rapidement l'un des magazines les plus populaires du début des années 1860, avec environ 4 000 abonnés. Mais la revue est interdite lors du soulèvement polonais de 1863 en raison de l'article de N. N. Strakhov « La question fatale ». Bientôt, les autorités admettent que le magazine fut fermé par erreur et autorisent les éditeurs à publier une nouvelle revue.
En 1864, M. M. Dostoïevski commence à publier la revue « Epoch » (L'Époque), mais le 19 juillet, sous la pression des obligations financières du magazine et souffrant d'une maladie du foie, Mikhaïl s'effondre après avoir appris qu'un article important avait été rejeté par la censure. Trois jours plus tard, à l'âge de 43 ans,  il meurt. 
Sa tombe, qui était à Pavlovsk, a disparu.
Fiodor Dostoïevski se souvenait de son frère comme d'un homme persévérant, travailleur et énergique, « ayant une connaissance des langues et de la littérature européennes » et un critique sévère de ses propres écrits. Selon Fiodor Dostoïevski, Mikhaïl ne se considérait pas comme un écrivain à succès, c'est pour cela qu'il arrêta d'écrire de la fiction et pour se concentrer sur ses activités d'édition.

## Œuvres de Mikhaïl Mikhaïlovitch Dostoïevski

### Prose
- Une fille (1848), conte
- M. Svetelkin (1848), conte
- Moineau (Воробей; 1848), nouvelle
- Deux vieillards (1849), nouvelle
- Cinquante ans (1850), nouvelle
- Argent (1850), roman
- Frère et sœur (1851), roman (inachevé)

### Drame
- L'Ancien et le Jeune (1848) comédie en un acte.
- La belle-mère (1851), comédie en trois actes (inachevée)

### Critique et journalisme
- "Tempête. Drame en cinq actes d'Alexandre Nikolaïevitch Ostrovsky" (1860)
- «Poèmes d'Alexeï Nikolaïevitch Plechtcheïev» (1861)

### Traductions en russe
- Hugo V. Le dernier jour d'un condamné à mort, 1860
- Goethe J. W. Douze chansons, 1865
- Sealsfield C. Tokea, ou la Rose Blanche. Un conte de la dernière guerre anglo-américaine; 1864
- Schiller F. Don Carlos Infante d'Espagne. Poème dramatique.
- Schiller F. Les ruses d'amour. Extraits. Drame bourgeois
- Schiller F. Les Dieux de la Grèce, 1860
- Schiller F. Poésie naïve et sentimentale, 1850
- Schiller F. Voleurs